# Joachim Wiesensee
Joachim Wiesensee (* 8. Juni 1935 in Schladen; † 27. August 2009 in Elsfleth) war ein deutscher Politiker (CDU). Er war von 1986 bis 2003 Abgeordneter im Landtag von Niedersachsen.
Wiesensee besuchte bis 1945 die Volksschule in Gardelegen. Danach ging er in Kissenbrück im Kreis Wolfenbüttel zur Schule. Von 1950 bis 1953 machte er eine Lehre als Postjungbote und arbeitete hinterher bis 1957 im Postdienst. Neben dem Beruf absolvierte er einen einjährigen Handelsschulbesuch. Von 1958 bis 1959 machte er eine zweite Lehre im wirtschafts- und steuerberatenden Beruf in Braunschweig. Seit 1964 war er als selbständiger Steuerbevollmächtigter tätig. Im Jahr 1972 trat er der CDU bei. Ab 1974 arbeitete er als Steuerberater in Elsfleth. Ebenso war er ab 1974 im Rat der Stadt Elsfleth, dem er bis zu seinem Tod angehörte. Zudem war er von 1996 bis 1999 ehrenamtlicher Bürgermeister von Elsfleth. Er gehörte von 1986 bis 2003 dem Niedersächsischen Landtag an. Im Landtag war er Sprecher der CDU-Fraktion für Häfen und Schifffahrt sowie für Hochschulpolitik. Außerdem leitete er für neun Jahre den Haushaltsausschuss des Landtags. Am 23. Juni 2009 bekam er die Ehrenbürgerschaft der Stadt Elsfleth verliehen.

## Belege
- Traueranzeige der Nordwest-Zeitung
- Bundesverdienstkreuz für Wiesensee

| Personendaten    | Personendaten                  |
| ---------------- | ------------------------------ |
| NAME             | Wiesensee, Joachim             |
| KURZBESCHREIBUNG | deutscher Politiker (CDU), MdL |
| GEBURTSDATUM     | 8. Juni 1935                   |
| GEBURTSORT       | Schladen                       |
| STERBEDATUM      | 27. August 2009                |
| STERBEORT        | Elsfleth                       |